# Partido Conservador (México)
El Partido Conservador fue una de las dos principales facciones políticas que surgieron en México tras la independencia, junto con el Partido Liberal. Esta corriente se caracterizó por su intención de preservar los valores y las estructuras políticas heredadas del Virreinato de la Nueva España. Aunque incluía elementos monárquicos en su ideario, no siempre se opuso al republicanismo, aunque prefería una república centralista por encima de una república federal.
El pensamiento conservador mexicano tenía una fuerte inspiración en el orden tradicional heredado del Antiguo Régimen español. Defendía la supremacía de la Iglesia católica como eje moral y educativo de la sociedad, así como el mantenimiento de los fueros eclesiásticos y militares. Por esta razón, los conservadores solían oponerse a las reformas liberales que buscaban establecer un Estado laico, limitar el poder de la Iglesia y fomentar la propiedad individual sobre la comunal, especialmente a través de leyes como la Ley Lerdo.
El conflicto del siglo XIX entre liberales y conservadores culminó en la Guerra de Reforma (1857-1861), que resultó en una derrota para los conservadores y casi inmediatamente después en la Segunda Intervención Francesa. En este nuevo contexto, los conservadores vieron en la intervención extranjera una oportunidad para restaurar un orden social jerárquico y tradicional, apoyando la instauración del Segundo Imperio Mexicano bajo el emperador Maximiliano de Habsburgo.
El Imperio termina, según la historiografía mexicana, con los fusilamientos de Maximiliano I, Miguel Miramón y Tomás Mejía en el Cerro de las Campanas en junio de 1867, episodio que marcó tanto el fin de la intervención extranjera como la disolución del Partido Conservador como fuerza relevante en la política nacional.
Sin embargo, el Partido Conservador nunca estuvo organizado como un partido político en sí, con jefaturas establecidas, órganos de representación, membresía inscrita, etc. Se trató, en cambio, de un grupo de personas que representaban los intereses y las ideas de un sector de la población, especialmente de la Iglesia católica. Esta característica pone de manifiesto que el Partido Conservador nunca pudo ser disuelto porque nunca fue constituido formalmente. En ese marco, mientras vivieran los hombres que habían encabezado o apoyado la reacción contra el Estado liberal y mientras existiera la Iglesia católica en México, difícilmente desaparecería ese grupo de mexicanos conservadores, que se convirtió en la lucha política del Partido Conservador.
Durante el Porfiriato (1876-1911), aunque el régimen de Porfirio Díaz adoptó varias posturas liberales en lo económico, muchos de sus apoyos provenían de antiguos conservadores, lo que refleja la continuidad del pensamiento conservador bajo nuevas formas. En el siglo XX, muchas de las ideas conservadoras revivieron en sectores como el cristerismo (1926-1929) y más tarde en partidos de derecha como el Partido Acción Nacional (PAN), aunque este último se formó con una ideología democrática y no monárquica.

## Ideología
El foco del conflicto entre liberales y conservadores en México siempre fue la posición de la Iglesia Católica en el país. Los conservadores se mantenían leales a ella y luchaban por conservar el poder económico y social de la misma. Su lema principal era: "Religión y Fueros". Entre sus ideas principales se encontraba preservar el catolicismo como la única religión de la sociedad mexicana, sin tolerancia a otra. Del mismo modo, buscaban tener el monopolio de la educación, a fin de prevenir la entrada de ideas liberales. Similarmente, luchaban por preservar las cortes militares y religiosas, así como asegurar su autonomía. Las ideas conservadoras estaban basadas en ideas morales y religiosas aplicadas a los distintos ámbitos como el respeto a la familia, a las tradiciones, a la propiedad individual y a la comunitaria. Buscaban que los gobernantes fueran hombres honrados y dignos portadores de los valores tradicionales.
A pesar de las diferencias con el sector liberal, ambos bandos nutrieron su contenido político de ideas y propuestas del grupo contrario. Los conservadores se adaptaron a un contexto liberal generalizado, algo que los llevaría a adoptar políticas y postulados que no necesariamente se asocian al conservadurismo, de la misma forma que el liberalismo triunfante se estableció en el poder siguiendo propuestas políticas conservadoras.

## Antecedentes
El Plan de Iguala fue un triunfo de los principios conservadores, y de hecho una reacción contra el Trienio liberal en España. Se apoyaba la idea de invitar a un miembro de la Casa de Borbón a gobernar México dado a su búsqueda por la protección paternalista de los reyes de España, a quienes los conservadores veían sus años de gobierno en la Nueva España como justos y prósperos; sobre todo en el sentido de volverles a otorgar a los indígenas de un "estatus especial" separados como entidades jurídicas aparte, con sus propias leyes y protección de la Corona, en tanto que el poder político como tal, permanecería en manos de las élites y nobleza mexicanas. En balde el monarquismo quedó en gran parte desacreditado tras la caída del Primer Imperio Mexicano en 1823. Los conservadores sufrieron otro revés con el triunfo del federalismo durante los debates sobre la redacción de la Constitución de 1824. Su primer candidato en llegar a la presidencia fue Anastasio Bustamante en 1830, pero ganó y perdió la presidencia a través de un golpe de estado como lo hicieron la mayoría de los otros presidentes durante la era tumultuosa de la Primera República Federal. 
Se inauguraría una década de gobierno conservador en 1835 mediante el establecimiento de la República Centralista de México, pero la constitución federalista se restauraría en 1846 después del comienzo de la Intervención estadounidense en México. La Reforma y el establecimiento de la Constitución de 1857 demostraron ser otro triunfo de los principios liberales, especialmente el anticlericalismo, y los conservadores perdieron la Guerra de Reforma al intentar abolir la nueva constitución. Durante la Segunda Intervención Francesa en México, los conservadores invitarían a Maximiliano de Habsburgo a asumir el trono mexicano, pero el Emperador demostró ser liberal, desilusionando a muchos de sus seguidores conservadores.

## Debacle
Luego de su derrota en la Guerra de Reforma, los conservadores colaboraron con los franceses durante la invasión francesa y enviaron una delegación al castillo de Miramar, donde residía el archiduque austriaco Maximiliano de Habsburgo, y le ofrecieron la corona imperial de México. Habiendo quedado establecido el Segundo Imperio, muchos conservadores mexicanos quedaron decepcionados por el gobierno de Maximiliano al ver que este pretendía un gobierno de tintes liberales.
Un mes después del fusilamiento del archiduque (15 de julio de 1867), Benito Juárez finalmente entró triunfante a la capital de México, marcando la victoria del Partido Liberal y comenzando el periodo conocido como la Restauración Republicana en que todo el país quedaría organizado bajo los lineamientos de la Constitución Política de 1857 que tanto combatieron los conservadores. Como sucede al término de las guerras civiles, el partido vencedor tomó medidas para quitar toda influencia a la facción vencida y el gobierno anunció que mantendría vigente el decreto del 16 de agosto de 1863, en el que se consideraban «traidores» a quienes hubieran sido soldados, empleados o funcionarios del gobierno imperial y a todos aquellos que sirvieron o auxiliaron "directa o indirectamente a la causa de la intervención". 
Pese a la disolución del Partido Conservador y la situación de marginación política que vivieron los católicos conservadores durante 1867, y hasta el año 1892, estos se consolidaron en una posición independiente frente a los círculos oficiales que les permitió observar y enjuiciar el funcionamiento de las instituciones liberales y el comportamiento de las autoridades hasta los últimos años del Porfiriato.

## Conservadores conocidos

### Presidentes

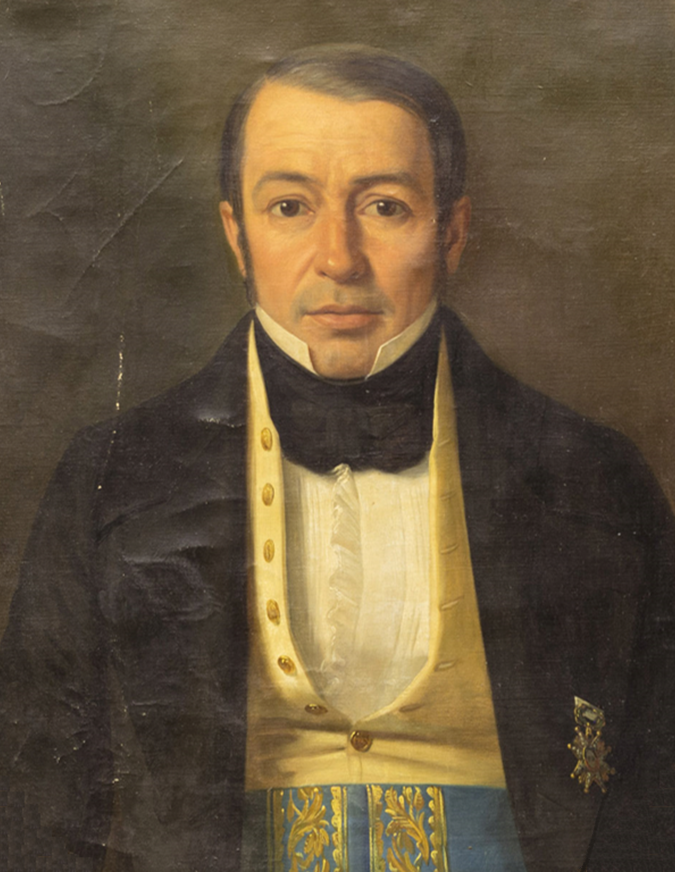
Mariano Paredes y Arrillaga

Los gobernantes con ideología conservadora que estuvieron en el poder en las distintas etapas fueron:
- Anastasio Bustamante: fue el primer presidente conservador de México, y el ministro principal de su primera administración fue el intelectual conservador Lucas Alamán. Sin embargo, durante su mandato posterior en el periodo de la República Centralista, rechazó las súplicas de José María Gutiérrez Estrada en 1840 por establecer un gobierno monárquico, y también se distanció un poco de los principios conservadores cuando una sublevación en 1842, ofreció a restaurar el sistema federal.
- Antonio López de Santa Anna: fue conocido por cambiar repetidamente de bando, pero tuvo sus destacados mandatos conservadores. Su derrocamiento del presidente liberal Valentín Gómez Farías resultó el fin de la Primera República Federal y al establecimiento de la República Centralista de México. Su última dictadura de 1853 a 1855 también fue conservadora e incluyó esfuerzos oficiales encabezados por Lucas Alamán para buscar un monarca europeo para México.
- José Justo Corro: supervisó la publicación de las Siete Leyes. Además, fue un católico devoto que logró establecer relaciones diplomáticas con la Santa Sede.
- Nicolás Bravo: intentó derrocar al gobierno liberal de Vicente Guerrero y luego se desempeñó como presidente interino en algunos momentos durante la República Centralista.
- Francisco Javier Echeverría: provenía de una carrera empresarial y creía que un gobierno centralista resultaría en una política fiscal más eficaz.
- José Mariano Salas: derrocó la administración conservadora de Mariano Paredes y Arrillaga en 1846 y restableció la constitución federalista de 1824. Después se puso del lado de los conservadores durante la Guerra de Reforma y fue elegido regente durante el Segundo Imperio Mexicano.
- Mariano Paredes y Arrillaga: militar con opiniones autoritarias y aristocráticas, fue uno de los pocos presidentes mexicanos que expresó interés oficial en establecer una monarquía para el país.
- Valentín Canalizo: presidente títere de Santa Anna durante la República Centralista. Luego abandonó los principios conservadores cuando se desempeñó como Ministro de Guerra bajo el presidente liberal Valentín Gómez Farías durante la Intervención estadounidense y apoyó los objetivos de esa administración para nacionalizar las propiedades de la iglesia.
- Félix Zuloaga: derrocó el gobierno liberal de Ignacio Comonfort. Restauró los derechos legales anteriores que disfrutaban la iglesia y el ejército y prometió devolver las tierras que hubo desamortizaciones. Luego dirigió a los conservadores durante el primer año de la Guerra de Reforma.
- Manuel Robles Pezuela: moderado que derrocó al gobierno de Félix Zuloaga con un intento de poner al fin a la Guerra de Reforma a través de la diplomacia y el compromiso con los liberales.
- Miguel Miramón: general clerical que desempeñó un papel en las primeras revueltas contra La Reforma antes de obtener una serie de importantes victorias durante el primer año de la Guerra de Reforma. Durante la guerra, Miramón ascendió a la presidencia y seguiría liderando los conservadores hasta que perdieron la guerra en 1860. Se exilió y regresó al país durante el Segundo Imperio Mexicano, pero el emperador Maximiliano, quien fue liberal, lo envió nuevamente fuera del país, para disipar la oposición conservadora a su gobierno. Cuando el imperio comenzó a caer, Miramon volvió a ofrecer sus servicios. Tras el triunfo de los liberales fue fusilado junto al Emperador, y el general Tomás Mejía.

### Clero

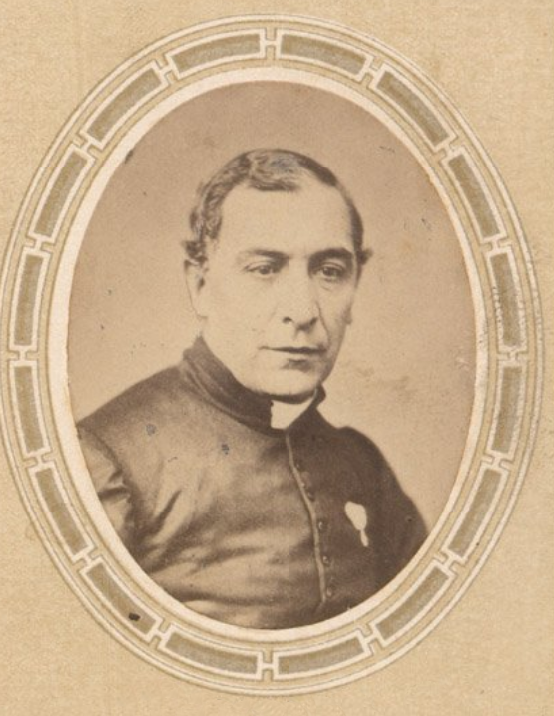
Francisco Javier Miranda y Morfi

- Antonio de Labastida Arzobispo de México y oponente de la Constitución de 1857. También fue miembro de la regencia durante el Segundo Imperio Mexicano.
- Francisco Javier Miranda y Morfi fue uno de los líderes de la reacción contra La Reforma. Se encontró exiliado durante la presidencia liberal de Juan Álvarez pero regresó disfrazado y se convirtió en uno de los enemigos más feroces del presidente Ignacio Comonfort. Miranda lideró una de las revueltas conservadoras en las etapas iniciales de la Guerra de Reforma. Durante el período del Segundo Imperio Mexicano, formaría parte de la comisión que viajó a Europa para ofrecer la corona de México a Maximiliano de Habsburgo.

### Estadistas

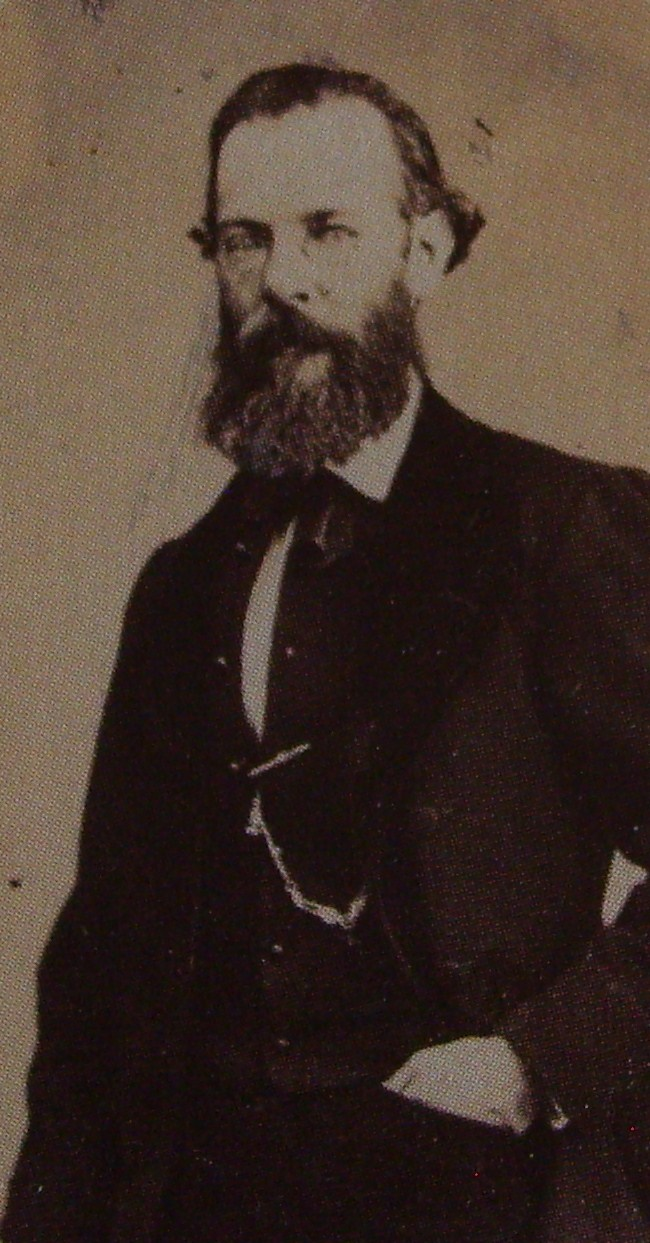
Rafael Martínez de la Torre

- Manuel Diez de Bonilla fue el ministro plenipotenciario de México ante la Santa Sede y Colombia en la década de los 1830s. Colaboró en escribir artículos el primer periódico monárquico de Lucas Alamán, El Tiempo y apoyó a los conservadores durante la Guerra de Reforma.
- José Manuel Hidalgo y Esnaurrízar: diplomático monárquico que junto con José María Gutiérrez Estrada buscó encontrar apoyo en Europa para el establecimiento de una monarquía en México. Formó parte de la comisión que viajó a Europa para invitar a Maximiliano a aceptar el trono mexicano. Después de la caída del Segundo Imperio Mexicano, vivió en París escribiendo novelas y un libro reflexionando sobre el experimento monárquico mexicano.
- Rafael Martínez de la Torre abogado conservador, regidor del ayuntamiento de la Ciudad de México y diputado de congreso. Defendió al emperador Maximiliano durante su juicio tras la caída del Imperio
- José Bernardo Couto Diputado al Congreso, miembro del consejo de estado y jurista que se puso del lado de los conservadores durante la Guerra de Reforma.
- Joaquín Velázquez de León, Ingeniero minero que fue ministro durante la última dictadura de Santa Anna y luego se convirtió en partidario y ministro del Segundo Imperio Mexicano. Fue uno de los hombres que formaron parte de la comisión que viajó al Castillo de Miramare para ofrecer la corona de México a Maximiliano de Habsburgo.
- Carlos María de Bustamante Activista por la Independencia de México que luego se convirtió en un defensor del centralismo y se desempeñó como miembro del Supremo Poder Conservador. No obstante, se opuso a la monarquía después de la publicación del ensayo de José María Gutiérrez Estrada abogando por tal gobierno en 1840.
- Tomás Murphy y Alegría Comerciante veracruzano, secretario de comercio y ministro plenipotenciario de México en Austria que apoyó al Segundo Imperio Mexicano y que consideraba a los liberales como herramientas de los Estados Unidos.[9]

### Militares

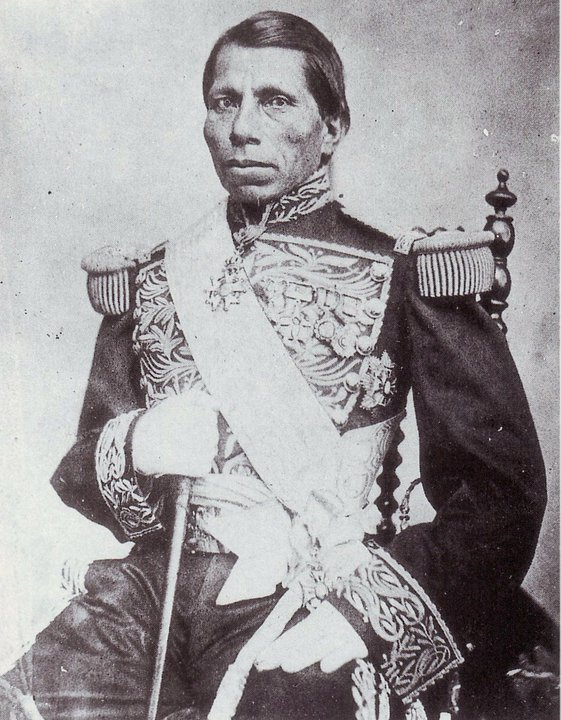
Tomas Mejia

- Tomás Mejía General clerical y miembro del pueblo Otomí. Apoyó a los conservadores durante la Guerra de Reforma y más tarde durante el Segundo Imperio Mexicano. Tras el triunfo de los liberales fue fusilado al lado de el emperador, y el general Miguel Miramón.
- Luis G. Osollo Destacado general conservador durante la Guerra de Reforma. Murió de fiebre tifoidea antes de que terminara la guerra.
- Leonardo Márquez Apoyó a los conservadores durante la Guerra de Reforma y permaneció en libertad tras el fin de la guerra. Logró asesinar al estadista liberal Melchor Ocampo y luego mató en combate al general liberal Santos Degollado, que había sido enviado tras Márquez en respuesta. Más tarde apoyó al Segundo Imperio Mexicano y se escapó cuando el Imperio cayó y al fin resultó siendo uno de los imperialistas más longevos, muriendo a principios del siglo XX y habiendo escrito obras defendiendo el Imperio y su papel en apoyarlo.
- Refugio Tánori - Cacique sonorense Ópata que fue un ferviente partidario del Segundo Imperio. Fue capturado por las fuerzas liberales y ejecutado, proclamando su lealtad al emperador Maximiliano ante el pelotón de fusilamiento.
- Antonio de Haro y Tamariz General conservador que luego lideró algunas de las primeras revueltas contra La Reforma.
- Adrián Woll franco-mexicano y exsoldado napoleónico que luchó por la Independencia de México como mercenario y luego se quedó en el país. Se unió al ejército mexicano y se desempeñó como gobernador de Tamaulipas. Luchó al lado de los conservadores durante la Guerra de Reforma y apoyó al Segundo Imperio Mexicano, siendo uno de los delegados que viajaron al Castillo de Miramare para ofrecer la corona de México a Maximiliano de Habsburgo.
- Juan Nepomuceno Almonte Hijo del héroe de la Independencia José María Morelos. Empezó su vida pública como liberal, y figuraba entre la oposición contra la presidencia conservadora de Anastasio Bustamante. Inicialmente se opuso firmemente a la monarquía cuando José María Gutiérrez Estrada publicó su ensayo monárquico en 1840, pero luego se convirtió en una de las figuras clave en el establecimiento del Segundo Imperio Mexicano.

### Escritores

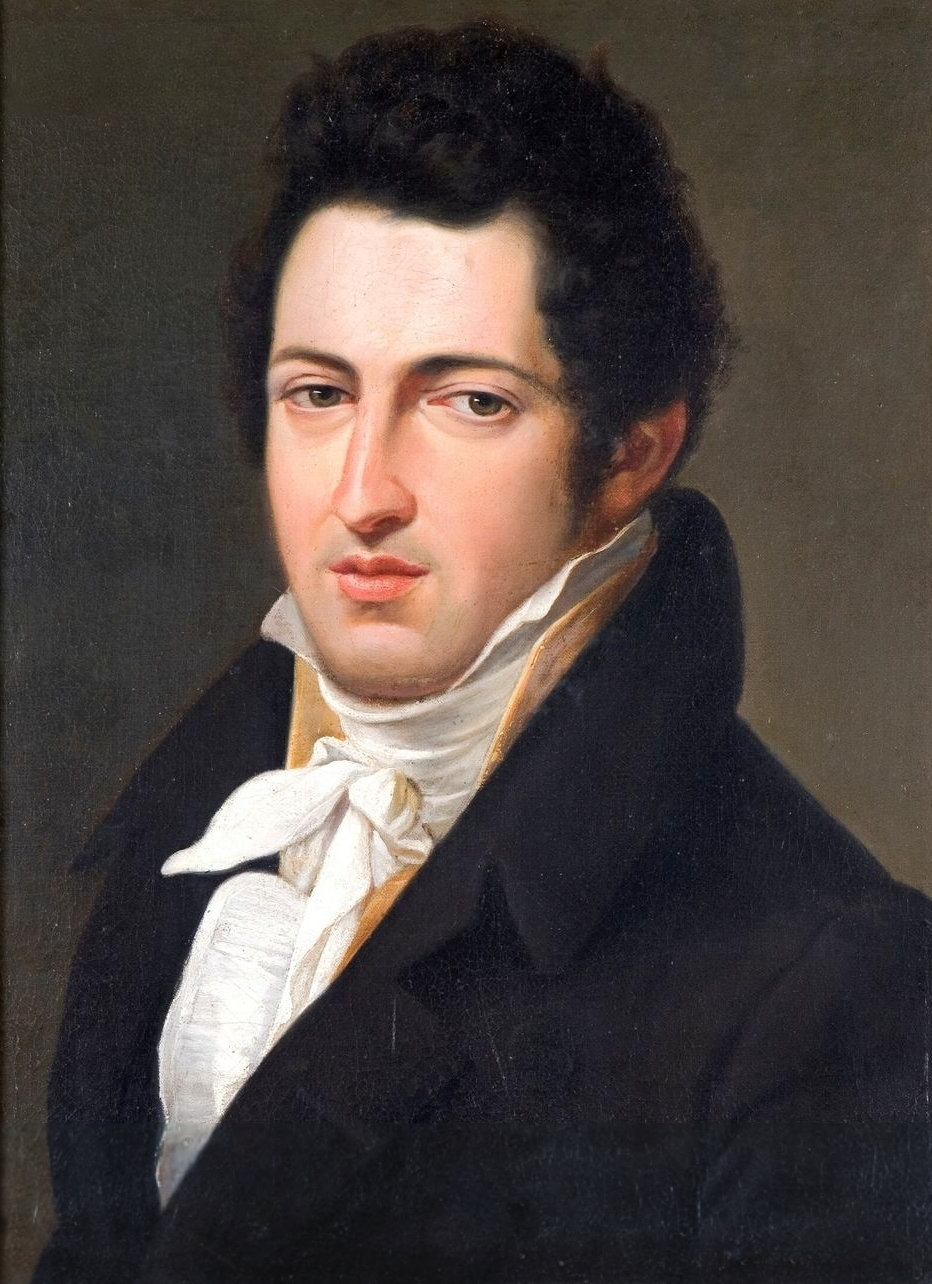
Lucas Alamán

- Lucas Alamán Escritor, historiador, científico, hombre de negocios y estadista; fue el intelectual conservador mexicano preeminente hasta su muerte en 1853. Se desempeñó como ministro en varias administraciones conservadoras. Escribió una historia de México en cuatro tomos y editó periódicos que abogaban por el establecimiento de una monarquía en México.
- Ignacio Aguilar y Marocho Periodista conservador que también formó parte de la comisión que viajó al Castillo de Miramare para invitar a Maximiliano a aceptar el trono mexicano.
- José Julián Tornel, hermano del general José María Tornel, quien escribió un ensayo durante La Reforma defendiendo el papel de la Iglesia Católica como propetario y acreedor, contra los defensores de la desamortización, advirtiendo que el mercado privado sería mucho menos generoso con el público.[10]
- Teodosio Lares Abogado que desempeñó funciones de gobierno en la última dictadura de Santa Anna y durante el Segundo Imperio Mexicano. Fue miembro de la Junta Superior que organizó el Segundo Imperio Mexicano. También fue Ministro de Justicia y Presidente del Consejo de Ministros durante este tiempo. Cuando el Imperio comenzó a tambalearse, votó en contra de la abdicación de Maximiliano durante el concilio de Orizaba. Publicó libros sobre pedagogía y psicología.
- Alejandro Arango y Escandón Abogado, poeta, bibliotecario y director de la Academia Mexicana de la Lengua. Formó parte de la Asamblea de Notables que organizó el Imperio y luego formó parte del comité consultivo sobre asuntos financieros del Imperio. Fundó La Sociedad Católica, una organización laica católica en 1868.
- José María Roa Bárcena Poeta, novelista e historiador que apoyó al Segundo Imperio Mexicano y formó parte de la Asamblea de Notables. Después quedó decepcionado con las inclinaciones liberales del emperador Maximiliano.
- Francisco Manuel Sánchez de Tagle Poeta y estadista que escribió para el primer periódico monárquico de Lucas Alamán, El Tiempo. Durante la convención constitucional que supervisó la transición de la nación a la República Centralista de México, abogó por el establecimiento de una cuarta rama del gobierno, el Supremo Poder Conservador, una idea que, eventualmente, se integraría en las Siete Leyes.
- Vicente Segura Argüelles Periodista y editor conservador durante la Guerra de Reforma que fue fusilado por los triunfantes ejércitos liberales.[11]
- José Joaquín Pesado Escritor, periodista, poeta y profesor de filosofía.
- Manuel Carpio Poeta, filósofo, escritor, y médico que también se desempeñó como diputado local por los conservadores en la legislatura de Veracruz.
- José María Gutiérrez de Estrada Un terrateniente yucateco que en 1840 después que una revuelta federalista resultó en devastadores combates en la capital, publicó un ensayo argumentando que después de dos décadas de caos, la República había fracasado y que México debía considerar de invitar a un príncipe Europeo para fundar una monarquía Mexicana. Estuvo entre los delegados que viajaron al Castillo de Miramare para ofrecer la corona de México a Maximiliano de Habsburgo en 1864.
- José Miguel Guridi y Alcocer Filósofo, teólogo, poeta y escritor que también fue borbonista, un partidario de la monarquía durante las etapas iniciales de la Independencia de México, que abogó para que un miembro de la Familia Real española asumiera un trono mexicano. Más tarde se convirtió en un defensor del centralismo.

## Estrategias políticas
Durante la Guerra de Reforma y los dos gobiernos simultáneos de Benito Juárez (Partido Liberal) y Miguel Miramón (Partido Conservador), cada uno de ellos firmó un tratado en busca del reconocimiento internacional:
- El Tratado McLane–Ocampo por parte de los liberales.
- El Tratado Mon-Almonte por parte de los conservadores.

Ambos tratados fueron firmados en el año de 1859. El McLane-Ocampo sería firmado el 14 de diciembre por Melchor Ocampo y Robert McLane, embajador estadounidense en México. Por su parte, los conservadores buscaron la ayuda de los países europeos por medio del tratado Mon-Almonte, firmado el 26 de septiembre de 1859 en París, Francia, entre Juan Nepomuceno Almonte, ministro del gobierno conservador en Francia, y Alejandro Mon, embajador español en Francia. Dicho tratado tenía como objetivo terminar la disputa diplomática entre ambos países desde la Independencia de México. 
Naturalmente, el tratado fue desconocido por el gobierno liberal al mismo tiempo que los conservadores hicieron lo propio con el McLane-Ocampo.